# Федченко, Василий Харлампиевич
Василий Харлампиевич Фе́дченко (1907—1979) — советский скульптор.

## Биография
В 1932 году окончил КГИХИ.

## Труды
- В сотрудничестве с В. И. Агибаловым и В. И. Мухиным создал ряд памятников в городах Донбасса, посвящённых событиям революции;
- Скульптурные портреты советских деятелей;
- Тематические скульптуры:
  - «В школу»;
  - «Проклятье войны».
- Памятник «Клятва».

## Награды
- заслуженный деятель искусств УССР (1956);
- Государственная премия УССР имени Т. Г. Шевченко (1973) — за монумент «Украина — освободителям» в пгт Меловое.